# Concursul Muzical Eurovision 1976
Eurovision 1976 a fost a douăzeci și una ediție a concursului muzical Eurovision.

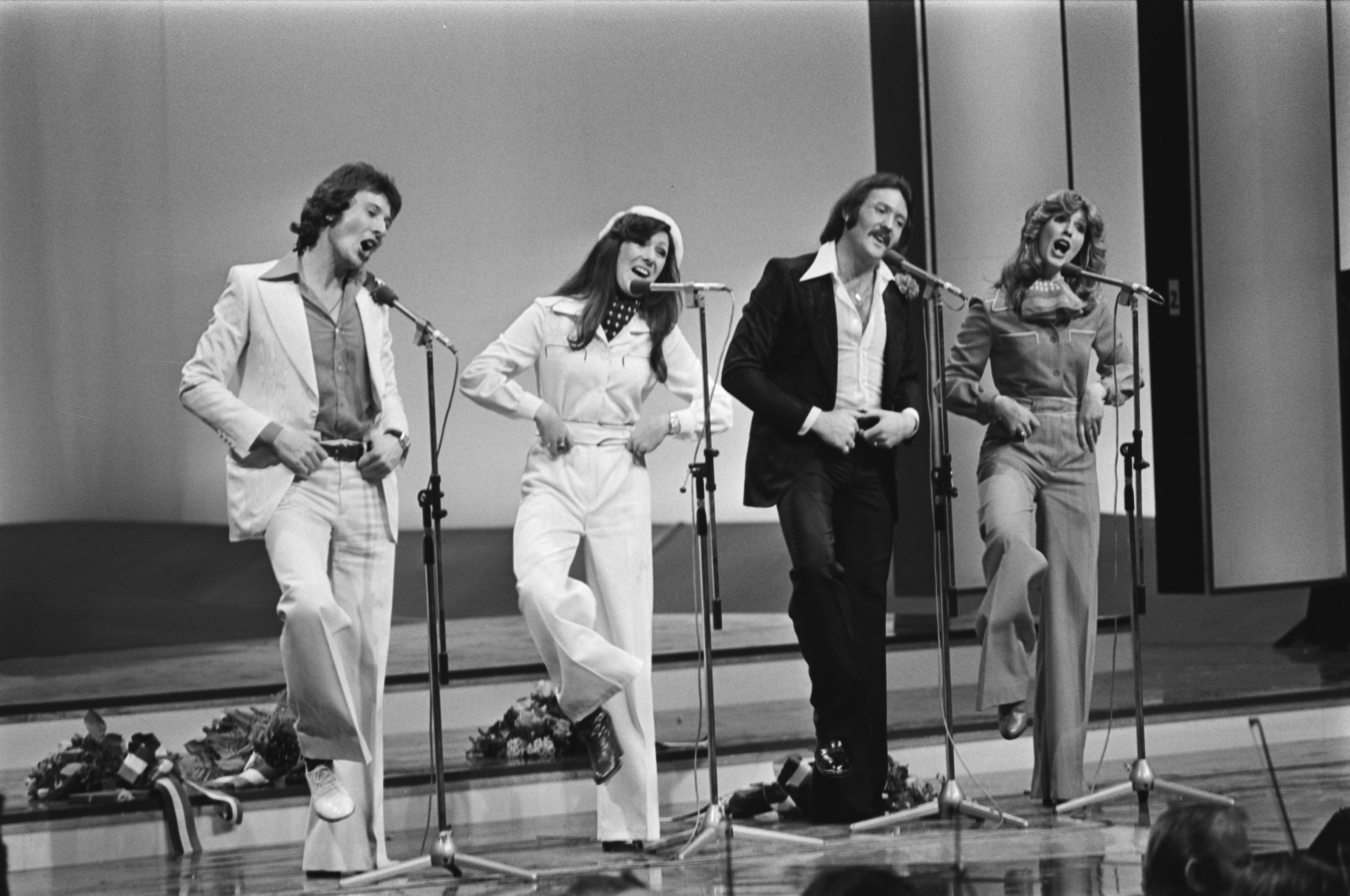
Brotherhood of Man

| Locul | Puncte | Cântec                                            | Artist                               | Țară          |
| 1.    | 164    | Save Your Kisses For Me                           | Brotherhood of Man                   | Regatul Unit  |
| 2.    | 147    | Un, deux, trois                                   | Catherine Ferry                      | Franța        |
| 3.    | 93     | Toi, la musique et moi                            | Mary Christy                         | Monaco        |
| 4.    | 91     | Djambo, Djambo                                    | Peter, Sue & Marc                    | Elveția       |
| 5.    | 80     | My Little World                                   | Waterloo & Robinson                  | Austria       |
| 6.    | 77     | Emor shalom                                       | Shokolad Menta Mastik                | Israel        |
| 7.    | 69     | We'll Live It All Again (Lo rivivrei) Judy et cie | Al Bano e Romina Power Pierre Rapsat | Italia Belgia |
| 9.    | 56     | The Party's Over                                  | Sandra Reemer                        | Țările de Jos |
| 10.   | 54     | When                                              | Vincent 'Red' Hurley                 | Irlanda       |
| 11.   | 44     | Pump pump                                         | Fredi & Ystävät                      | Finlanda      |
| 12.   | 24     | Uma flor de verde pinho                           | Carlos do Carmo                      | Portugalia    |
| 13.   | 20     | Panaghia mou, panaghia mou                        | Mariza Koch                          | Grecia        |
| 14.   | 17     | Chansons pour ceux qui s'aiment                   | Jürgen Marcus                        | Luxemburg     |
| 15.   | 12     | Sing, sang, song                                  | Les Humphries Singers                | Germania      |
| 16.   | 11     | Sobran las palabras                               | Braulio Antonio García Bautista      | Spania        |
| 17.   | 7      | Mata Hari                                         | Anne Karine Strøm                    | Norvegia      |
| 18.   | 6      | Ne mogu skriti svoj bol                           | Ambasadori                           | Iugoslavia    |